# میلیسنت، استرالیای جنوبی
میلیسنت (به انگلیسی: Millicent) یک شهرک در استرالیا است که در استرالیای جنوبی واقع شده‌است.

## خواهرخوانده
شهر سیگوین، تگزاس خواهرخواندهٔ میلیسنت، استرالیای جنوبی هست.